# Michael Sheard
Michael Sheard (né le 18 juin 1938 à Aberdeen (Écosse) et mort le 31 août 2005 à Newport sur l'île de Wight) est un acteur britannique.

## Biographie
L'acteur est apparu dans plus d'une quarantaine de films. "Sheard", son nom de scène, est le nom de jeune fille de sa mère. Son fils, Simon Sheard a aussi été acteur (dans deux séries télévisées). Il est principalement connu au Royaume-Uni pour son rôle de Maurice Bronson, un maître d'école qui terrorise ses élèves dans le feuilleton télévisé Grange Hill.
Il a souvent joué des rôles de soldats allemands. Il a interprété le rôle d'Heinrich Himmler à trois reprises, et le rôle d'Adolf Hitler à quatre reprises, comme dans Indiana Jones et la Dernière Croisade. 
Les fans de Star Wars le connaissent en tant que l'Amiral Ozzel dans l'Empire contre-attaque. 
Il est mort à l'âge de 67 ans d'un cancer.

## Filmographie

### Cinéma
- 1970 : L'Évasion du capitaine Schlütter (The McKenzie Break)
- 1972 : The Darwin Adventure
- 1973 : Piège pour un tueur (Si Puo essere piu bastardi dell'ispettore Cliff ?) de Massimo Dallamano
- 1973 : Hitler : The Last Ten Days, scènes coupées
- 1973 : England Made Me
- 1973 : Holiday on the Buses
- 1975 : Erotic Inferno
- 1976 : London Conspiracy
- 1978 : L'Ouragan vient de Navarone
- 1979 : Le Mystère des Sables
- 1979 : Bons baisers d'Athènes (Escape to Athena)
- 1980 : Star Wars, épisode V : L'Empire contre-attaque
- 1980 : Rough Cut, non crédité
- 1981 : Les Aventuriers de l'arche perdue (Indiana Jones : Raiders of the Lost Ark), non crédité
- 1981 : Opération Green Ice (Green Ice)
- 1983 : High Road to China
- 1987 : Murder Rap
- 1989 : Doombeach
- 1989 : Indiana Jones et la Dernière Croisade (Indiana Jones and the Last Crusade), non crédité
- 2001 : Another Life
- 2005 : The Green Door

### Télévision et autres
Cette liste est non exhaustive.
- 1962 : Suspense, série télévisée - épisode 6
- 1963 : Dixon of Dock Green, série télévisée - épisode 214
- 1964 : The Indian Tales of Rudyard Kipling, série télévisée - épisode 17
- 1964 : Crossroads, série télévisée
- 1965 : The Likely Lads, série télévisée - épisode 10
- 1965 : The Mask of Janus, série télévisée - épisode 8
- 1965 : Nineteen Eighty Four, téléfilm
- 1965 : Dixon of Dock Green, série télévisée - épisodes 244 et 256
- 1966 : Ransom for a Pretty Girl, mini-série
- 1966 : Adam Adamant Lives!, série télévisée - épisode 16
- 1966 : The Troubleshooters, série télévisée - épisode 15
- 1966 : Dixon of Dock Green'', série télévisée - épisodes 269, 272, 277, 283 et 285
- 1966 : Softly Softly, série télévisée - épisodes 34 et 35
- 1966 : Doctor Who, série télévisée, épisode « The Ark » : Rhos
- 1967 : Ways with Words, série télévisée
- 1967 : Dixon of Dock Green, série télévisée - épisode 307
- 1968 : The Wednesday Play, série télévisée - épisode 99
- 1968 : Dixon of Dock Green, série télévisée - épisode 319
- 1968 : Softly Softly, série télévisée - épisodes 92 et 98
- 1968 : Z-Cars, série télévisée - épisode 272
- 1969 : The Borderers, série télévisée - épisode 7
- 1969 : The First Lady, série télévisée - épisode 27
- 1969 : The Troubleshooters, série télévisée - épisode 104
- 1969 : Strange Report, série télévisée - épisode 12
- 1969 : Softly Softly, série télévisée - épisode 111
- 1970 : Randall and Hopkirk (Deceased), série télévisée - épisode 17
- 1970 : The Adventures of Don Quick, série télévisée - épisode 2
- 1971 : Paul Temple, série télévisée - épisode 48
- 1971 : Jason King, série télévisée - épisode 2
- 1971 : Amicalement vôtre (The Persuaders) : Un petit Coin tranquille (A Home of One's Own), de James Hill (Série TV) : Inspecteur Walden
- 1971 : Dixon of Dock Green, série télévisée - épisode 364
- 1971 : Softly Softly, série télévisée - épisode 163
- 1971 : Z-Cars, série télévisée - épisode 579
- 1971 : Doctor Who série télévisée : épisode « The Mind of Evil » : Dr Roland Summers
- 1972 : The Onedin Line, série télévisée - épisode 14
- 1972 : To Encourage the Others, téléfilm
- 1972 : The Adventures of Black Beauty, série télévisée - épisode 2
- 1972 : Colditz, série télévisée - épisode 1
- 1972 : Dixon of Dock Green, série télévisée - épisode 379
- 1972 : Z-Cars, série télévisée - épisode 628
- 1972 : Van der Valk, série télévisée - épisode 4
- 1973 : The Death of Adolf Hitler, téléfilm
- 1973 : On the Buses, série télévisée - épisodes 64, 65, 69, 71, 72 et 74
- 1973 : Crown Court, série télévisée - épisode 46
- 1973 : Poigne de fer et séduction (The Protectors), série télévisée - épisode 35
- 1974 : Dixon of Dock Green, série télévisée - épisode 397
- 1974 : Special Branch, série télévisée - épisode 42
- 1974 : La Chute des aigles (Fall of Eagles), mini-série
- 1974 : Le Crime était presque parfait (Dial M for Murder), série télévisée, épisode 9
- 1974 : Cloud Burst, série télévisée
- 1974 : Microbes and Men, série télévisée - épisode 3
- 1974 : Détective du bon Dieu (Father Brown), série télévisée - épisode 7
- 1974 : Not on your Nellie, série télévisée - épisode 1
- 1974 : Z-Cars, série télévisée - épisode 733
- 1975 : Five Red Herrings, mini-série
- 1975 : Not on your Nellie, série télévisée - épisode 15
- 1975 : Regan (The Sweeney), série télévisée - épisode 18
- 1975 : Oil Strike North, série télévisée - épisode 7
- 1975 : Shades of Green, série télévisée - épisode 7
- 1975 : Softly Softly, série télévisée - épisode 248
- 1975 : Within These Walls, série télévisée - épisode 35
- 1975 : Doctor Who, Saison 13, épisode 3 « Pyramids of Mars » : Laurence Scarman
- 1975 : Cosmos 1999 (Space: 1999), série télévisée - épisode 8
- 1976 : The Dancing Years, téléfilm
- 1976 : Rogue Male, téléfilm
- 1976 : Second Verdict, série télévisée - épisode 6
- 1976 : The Brothers, série télévisée - épisodes 66 et 87
- 1976 : Beasts, série télévisée - épisode 6
- 1976 : Chapeau melon et bottes de cuir (deuxième série : The New Avengers), série télévisée - épisode 9
- 1976 : BBC2 Playhouse, série télévisée - épisode The Mind beyond : Stones
- 1977 : Z-Cars, série télévisée - épisode 774
- 1977 : Van der Valk, série télévisée - épisode 20
- 1977 : Doctor Who, Saison 15, épisode 2 « The Invisible Enemy » : Lowe
- 1978 : Mind Your Language, série télévisée - épisode 4
- 1978 : Les Professionnels (The Professionals), série télévisée - épisode 9
- 1978 : Hazell, série télévisée - épisode 8
- 1978 : All Creatures Great and Small, série télévisée - épisode 10
- 1978 : Law and Order, mini-série
- 1978 : The Tomorrow People, série télévisée - épisodes 55 et 56
- 1978 : Le Club des Cinq (The Famous Five), série télévisée - épisode 10
- 1978 : Lillie, mini-série
- 1978 : Les Misérables, téléfilm
- 1979 : Danger UXB, série télévisée - épisode 10
- 1979 : À l'Ouest, rien de nouveau (All Quiet on the Western Front), téléfilm
- 1979 : Minder, série télévisée - épisode 14
- 1979 : Play for Today, série télévisée - épisode 203
- 1980 : Take the High Road, série télévisée
- 1980 : Aftermath, sortie directe en vidéo
- 1980 : Blake's 7, série télévisée - épisode 28
- 1980 : Play for Today, série télévisée - épisode 211
- 1980 : Ennemy of the People, téléfilm
- 1980 : Ennemy at the Door, série télévisée - épisode 20
- 1980 : Jukes of Piccadilly, série télévisée - épisodes 1 et 2
- 1980 : Fear of God, téléfilm
- 1980 : Bizarre, bizarre (Tales of the Unexpected), série télévisée - épisode 20
- 1980 : Square Mile of Murder, série télévisée - épisode 2
- 1980 : Buccaneer, série télévisée - épisodes 9 et 10
- 1980 : The Sandbaggers, série télévisée - épisode 18
- 1980 : Sherlock Holmes and Doctor Watson, série télévisée - épisode 16
- 1980 : BBC2 Playhouse, série télévisée - épisode "Caught on a train
- 1981 : Maggie, série télévisée
- 1981 : The Walls of Jericho, mini-série
- 1981 : Le Bunker, les derniers jours d'Hitler (The Bunker) de George Schaefer, téléfilm
- 1981 : Take a Letter Mr. Jones, série télévisée - épisode 1
- 1982 : Doctor Who, Saison 19, épisode 1 « Castrovalva » : Mergrave
- 1983 : The Dark Side of the Sun, mini-série
- 1983 : The Outsider, série télévisée - épisodes 1,2,3,5 et 6
- 1983 : Auf wiedersehen, Pet, série télévisée - épisodes 1,2 et 6
- 1984 : Auf wiedersehen, Pet, série télévisée - épisodes 9 et 13
- 1984 : L'Homme invisible (The Invisible Man), téléfilm
- 1984 : Cold Warrior, mini-série
- 1985 : Les Douze Salopards 2 (The Dirty Dozen: Next Mission), téléfilm (suite des Douze Salopards)
- 1985 : Space, mini-série
- 1985 : Bullman, série télévisée - épisode 3
- 1985 : Happy Families, série télévisée - épisode 1
- 1985 : Grange Hill, série télévisée (jusqu'en 1989)
- 1987 : Knights of God, série télévisée
- 1988 : Hannay, série télévisée - épisode 6
- 1988 : Doctor Who : épisode « Remembrance of the Daleks » :  Le proviseur
- 1989 : Saracen, série télévisée - épisode 12
- 1989 : Coronation Street, série télévisée
- 1991 : The Darling Buds of May, série télévisée - épisode 3
- 1992 : Press Gang, série télévisée - épisode 33
- 1992 : Allô Allô ('Allo 'Allo!), série télévisée - épisode 75
- 1993 : Alleyn Mysteries, série télévisée - épisode 4
- 1994 : Takin' Over the Asylum, série télévisée - épisode 1
- 2003 : Hitler of the Andes, téléfilm
- 2004 : The British UFO Files, narration

### Sources et indications supplémentaires
1. ↑  les épisodes notés après les séries télévisées sont les épisodes où la participation de Michael Sheard est confirmée par IMDb.